# بوب كاربنتر
بوب كاربنتر (بالإنجليزية: Bob Carpenter)‏ هو لاعب كرة قاعدة أمريكي، ولد في 12 ديسمبر 1917 في شيكاغو في الولايات المتحدة، وتوفي في 19 أكتوبر 2005 في إفرغرين بارك في الولايات المتحدة.

## وصلات خارجية
- بوب كاربنتر على موقع دوري كرة القاعدة الرئيسي (الإنجليزية)
- بوب كاربنتر على موقعبيزبول رفرنس.كوم (الدوري الرئيسي) (الإنجليزية)
- بوب كاربنتر على موقعبيزبول رفرنس.كوم (الدوري الثانوي) (الإنجليزية)